# Hluhiv-Druhîi, Radomîșl
Hluhiv-Druhîi (în ucraineană Глухів-Другий) este un sat în comuna Lutivka din raionul Radomîșl, regiunea Jîtomîr, Ucraina.

## Demografie
Componența lingvistică a localității Hluhiv-Druhîi
     Ucraineană (96,7%)
     Rusă (3,3%)
Conform recensământului din 2001, majoritatea populației localității Hluhiv-Druhîi era vorbitoare de ucraineană (96,7%), existând în minoritate și vorbitori de rusă (3,3%).